# أويراسه
أويراسه  هي بلدية في اليابان، وبلدة في اليابان، تقع في مقاطعة كاميكيتا، بلغ عدد سكانها 24,369  نسمة وذلك حسب إحصائيات سنة 2018، تبلغ مساحتها 71.96 كيلومتر مربع.

## الموقع
تشترك في الحدود مع:
- ميساوا، آوموري
- مقاطعة كاميكيتا  [لغات أخرى]‏
- هاتشينوه، آوموري
- مقاطعة سانوه  [لغات أخرى]‏.